# 澎湖之战
澎湖之战（另稱明荷澎湖戰役、風櫃圍城戰）是明朝和荷蘭發生於明朝天啟四年（1624年）澎湖的一場戰事。
荷蘭東印度公司在天啟二年（1622年）從巴達維亞派遣艦隊與英國聯軍共8艘船艦，於7月前往澎湖，此時明海軍季節性汛防澎湖的游兵回航，荷英聯軍便未戰即拿下澎湖，並在風櫃尾的蛇頭山築城（風櫃尾荷蘭城）。天啟四年（1624年），時任福建巡撫南居益對私佔澎湖的荷蘭發動戰爭，明軍歷時半年多仍久攻不下風櫃城，最終随着明军步步紧逼，荷蘭方见不可能取胜便同意撤軍、歸還澎湖，並拆毀風櫃城，轉往福爾摩沙發展，開啟臺灣荷蘭統治時期。

## 背景
東亞海域自十世紀後，福建海商與非洲東岸、波斯灣、印度和南洋諸國等海上貿易已十分普遍，並皆有留存下文獻紀錄。但因應日本倭寇海盜活動日益猖獗，自明朝開國皇帝朱元璋建國後，諸事繁忙，便採取消極應付的政策，於洪武元年（1368年）頒布「海禁」、朝廷後又為壟斷對外貿易，在洪武七年（1374年）廢除唐代便設置的「市舶司」制度。:22-25
歐洲諸國與東亞之間，陸上交易路線的起源淵遠流長，但自公元1453年起，土耳其人攻陷君士坦丁堡、拜占庭帝國滅亡，鄂圖曼帝國順勢接管君士坦丁堡（後易名為伊斯坦堡），由於該城堡地理位置可箝制歐洲、亞洲交界，導致固有陸上貿易路線中斷，西方諸國為延續自身商業利益，葡萄牙、西班牙、英國和荷蘭等各國相繼組織艦隊，轉往海路發展、探索通往世界各處的航線，此為十五世紀期間歐洲邁入大航海時代的契機，亦為日後歐洲諸國競相在中國東南沿海設立貿易據點的背景。:44-47
十五世紀時值明代中葉，明代朝廷仍施行海禁政策，直到隆慶元年（1567年），明穆宗開放福建省漳州府海澄縣月港通商，史稱「隆慶開關」，才稍有轉變。不過綜觀明初種種禁令，其實對東南沿海如浙江、福建、廣東等百姓的生計嚴重不利，被迫移居外鄉，不少商賈突破海禁，開拓非法貿易、海外走私等事業，也漸漸發展成三種勢力：一為赴往南洋，延續西洋的貿易路線、二為僑居日本九州，當時長崎為日本和明朝少數合法通商的港口，故吸引不少閩籍商人集結、三為在台灣海域出沒的武裝集團；這三股勢力既獨立發展，亦相互交錯，儼然形成一股盤根錯節的非官方勢力，甚至足以與十五世紀的西洋人在東亞海域以武力抗衡。:25-27

## 荷蘭東來
荷蘭所在的尼德蘭地區原屬西班牙統治（西屬尼德蘭），在十六世紀時不僅已是歐洲商貿高度發達的地區，其造船技術和造船業亦十分蓬勃。約莫於1560年代，荷蘭地區不滿西班牙腓力二世高壓統治與宗教迫害，自行籌組聯合省共和國（荷蘭語：Republiek der (Zeven) Verenigde Provinciën），並在1648年（南明永曆二年、清順治五年）正式獨立。:94-95
荷蘭在與西班牙進行獨立戰爭的期間，並未停下海外商貿的腳步，在相對於葡萄牙在1526年（嘉靖五年）開始經略澳門，西班牙在1565年占領菲律賓、1571年控制馬尼拉，荷蘭人直到1595年才第一次派遣艦隊前往亞洲。荷蘭鑒於商船造價高昂、成本昂貴，且航行風險高，民間獨立船隊如遠方貿易公司（荷蘭語：Compagine van Verre）、老牌公司（荷蘭語：de Oude Compagine）等行動，無力對抗西班牙和葡萄牙人的南洋勢力，荷蘭國家議會（荷蘭語：Staten-Generaal）遂決議聯合各家公司船隊，在1602年3月20日正式成立「荷蘭東印度公司（荷蘭語：Vereenigde Oostindische Compagnie; VOC）」。:42

### 荷蘭首次佔澎
公司成立進入東亞後，除了襲擊葡萄牙與西班牙的據點之外，也積極尋找可以設立商館的據點:46。1602年6月，韋麻郎率領船隊到印尼萬丹，該年6月進攻澳門卻失敗:46。之後在1604年，韋麻郎買通福建稅監高寀和後，於8月7日占領澎湖:46:9。之後韋麻郎派員到福建請求互市，但福建官員無意跟荷蘭進行貿易，且在得知澎湖被占領後，派都司沈有容帶兵船50艘（約2千人）前往澎湖:46。沈有容在萬曆卅二年閏九月廿七日（1604年11月18日）抵達今澎湖馬公市一帶，於娘媽宮（澎湖天后宮）與韋麻郎會面談判，要求退出澎湖，可改前往東南東方的島嶼:46:9。韋麻郎前往台灣探查。由於無法達成通商目標且兵力懸殊，韋麻郎在該年十月廿五日（1604年12月15日）離開澎湖，事後乃立「沈有容諭退紅毛番韋麻郎等」碑以表彰沈有容的功績:46:9。而雖然荷蘭東印度公司未能成功在中國設立據點，但在安汶、雅加達、平戶等地設立了商館:46。

### 荷蘭二次佔澎
1622年，雷爾生（雷理生）被任命為東印度公司評議會特別委員，同時擔任艦隊司令:47，於1622年4月10日，率同與英國聯軍共8艘船，共計1024人)從巴達維亞出發前往中國沿海，企圖建立與明國的自由貿易關係，並封鎖與敵國澳門、馬尼拉的航運貿易:47。他受命先攻打澳門，而如果可能在中國沿海（如澎湖）等地設立據點，築堡駐紮:47。

6月下旬攻打澳門失敗後，他率船於7月11日抵達澎湖:47。7月27日他又聘請澎湖漁夫為嚮導親自率領兩艘船去福爾摩沙島（臺灣島）探勘港口，發現中日兩國人為避開海禁，多年來會在大員地區進行貿易:47。7月31日，雷爾生返回澎湖，召開會議討論，儘管雷爾生較屬意台灣，議會決議認為比起福爾摩沙島，澎湖是更合適的據點，遂決議在澎湖築城:47。8月2日起，在風櫃尾（荷蘭人稱為「教堂灣」）建立城堡，四個稜堡都架有大炮:47。在築城期間，荷蘭人再次占領澎湖的消息為明朝當局所知，有官員王守備（Ongsoepie）與商人黃明佐（Wangsan）前來交涉，荷方要求與明方自由貿易，並要求明方停止與馬尼拉的貿易；明方則要求荷方退出澎湖，並表示如果為了貿易而開戰，將遭到大軍封鎖:107。

## 廈門前哨戰
1622年8月2日起，荷蘭東印度公司開始建造澎湖堡壘，期間仍持續查獲明方中國東南沿海船隻出海前往敵國馬尼拉貿易予以私掠、尋求補給之外，亦不斷尋求和中國之貿易機會。根據首席商務員梅爾德特（Johan van Melderd）回憶，他甫至澎湖，便被派去廈門交涉通商事宜，然似因未送禮而被當地官員刁難，要求他行下跪叩首之禮才肯與之會談，後又被打發回澎湖等候通知，自是半分音訊也無。:111、115
1623年1月中旬，雷爾生親自偕梅爾德特赴往廈門和當地官員交涉，由於廈門官員不敢擅作主張，遂將雷爾生引薦至福州，拜訪時任福建巡撫商周祚。1月23日，雷爾生與商周祚在福州商議，並做出「停火一年」、「荷方撤出澎湖」、「明方同意荷方在台灣本島進行貿易」等初步協議。
1623年3月，雷爾生派遣商務官前往大員一帶調查當地情勢、進行貿易活動、駐紮當地，10月，派遣軍士與工人前往大員海灣出口的南側沙洲上興建簡易城砦。
1623年（天啟三年）夏季，商周祚遭撤換，南居益接替成為福建巡撫，對荷政策丕變，立即召集兵勇於金門、廈門海域操練。:111-112
1623年9月底，南居益下令福建沿海戒嚴。對此，澎湖堡壘指揮官雷爾生寄信予以福建當局，要求明朝商船不得前往馬尼拉（西班牙人根據地）交易，並允許荷蘭和明朝自由貿易之權利，如若明朝政府拒絕兩項條件，當即對明朝政府宣戰。10月25日，雷爾生下令高級商務員福朗克（Christiaan Francx、Christian Franszoon，又譯法蘭西斯尊，法蘭斯尊）率五艘船艦進發福建，前往九龍江西溪支流-漳州河，先懸掛白旗進入漳州河，發送信函請求談判，若無法達成協議即與明國開戰，並封鎖前往馬尼拉或任何交戰敵國貿易的船隻出海。此時明朝政府向荷蘭方發出協商邀約，延請福朗克等在鼓浪嶼上岸簽署協議，佛朗克依約於11月14日率領兩艘船艦駛入廈門。然在11月17日簽署協議後，福浙總兵官謝弘儀拘捕了上岸的福朗克等三十餘人。:226中方送毒酒上船，但被荷方發現而未飲用。是夜，守備王夢熊率五十艘載滿火藥的帆船衝撞荷蘭東印度公司艦隊，其中木登號（Muyden）被燒毀，伊拉斯穆斯號（Erasmus）順利逃脫。總計荷方8人被殺，52人被擒。福朗克與參與談判的商務員等人被押送北京，明熹宗『祭告郊廟，御門受俘，刑高文律等於西市，傳首各邊，以昭示天下』，將之悉數處死。:112:110-112

## 明朝政府出兵
明朝政府令福建巡抚南居益進軍澎湖。此時海商鄭芝龍因荷蘭人以澎湖為基地時，搶奪了懸有鄭芝龍令旗的二艘商船，接受明朝福建巡撫南居益的招安，攻擊荷蘭人。

## 戰況
根據利邦回憶錄所述，明軍於1624年1月12日之前，便已有3000人從吉貝嶼進入澎湖海域，於澎湖「北面島」築城:132（築城地點為頂山嶼鎮海港，即今白沙鄉鎮海村）；1624年2月8日（天啟四年正月初二），明軍於築造石城同時發動攻擊，守備王夢熊率軍進攻澎湖風櫃尾城，逼荷蘭軍退守城內，此為明軍第一次攻擊；間隔未久，明軍對風櫃尾城發動第二次攻擊，但日期不詳，總計明軍兩次攻擊行動皆未打下風櫃尾城。
1624年3月下旬，風櫃尾城指揮官雷爾生，考慮兵力嚴重不足遭明軍圍攻，資源無法分散於澎湖、大員兩地，下令召回前一年1623年10月派守大員的軍士，拆毀城砦，26名成員在3月28日返回澎湖，包括傭兵利邦在內；利邦曾在3月30日率兩艘快艇、三艘帆船進攻明軍的鎮海堡壘，在僅剩一砲距離時卻遇退潮，快艇擱淺沙洲達六小時，漲潮後才脫困，安然返回風櫃尾城。:133

### 李旦調停
李旦（天主教名：Andrea Dittis（拉丁語），？－1625年）為泉州海商暨海盜，久居日本平戶，以「中國甲必丹」之名廣為人知。李旦原本是旅居馬尼拉的中國甲必丹，西班牙在1565年占據菲律賓，1571年占領擁有華人社區的馬尼拉，利用馬尼拉華人牽線、囤積貨物，並傳揚天主教福音，集中管理不信奉天主教的華人甚至加以屠殺，李旦在馬尼拉的財產也因此被西班牙人侵占，只得逃往日本，另起爐灶。:28-29
李旦因自身和西班牙之恩怨，外加福建巡撫南居益押扣李旦心腹許心素的兒子，故李旦接受許心素請託，也為兼顧自身貿易利益，藉荷蘭和西班牙長期夙怨發揮，在1624年（天啟四年）出面調解明朝和荷蘭之間的糾紛，引薦鄭芝龍出任荷方通譯，力勸荷蘭方退出澎湖、前往大員（台灣本島）。:114
1624年5月10日，李旦來到澎湖風櫃尾，並帶兩名使者與荷蘭方和談，雙方展開談判和起草合約，往來約花了一個月，期間荷蘭方對李旦懷有戒心，並未讓李旦等進入風櫃尾城內。1624年6月6日，李旦赴往大員，荷蘭方也隨之派船艦去大員交易生絲，期間雖與明軍對峙，也仍持續和明朝的商船進行貿易。:132-134

### 明軍圍城
1624年6月22日（天啟四年五月初七），時任福建南路副總兵官俞咨皋、福建水師提標遊擊劉應寵帶來第三梯軍隊抵達澎湖。:2276月24日（五月初九），明軍在娘媽宮（澎湖天后宮）布置火砲，跨海對準風櫃尾城，进行大规模炮击。而后又準備火舟四散蒔上澳（清領時期嵵裡澳），包圍風櫃尾城，一時之間，風櫃尾城遭到三側（北、西、南）包圍，連汲水和取薪材的途徑都被阻斷，指揮官雷爾生只得向巴達維亞總部發送求援信函。:114
1624年7月，明军在新赶来的的火炮部队的支援下发动总攻，一直打到风柜仔的红毛城下，随后因为攻城器具不够，士兵人数不足而停止推进。
1624年8月1日，明軍在鎮海堡聚集人數已達4000人，船150艘。明軍為增加武備，又於紅木埕處築城，搭建砲台，即文澳天啟城。同一時期，宋克（荷蘭語：Maarten Sonck，？－1625年）來到澎湖，接替雷爾生出任澎湖風櫃尾城的指揮官，在8月4日正式完成交接，雷爾生隨即離開澎湖。:135
8月中旬，新任指揮官宋克眼見明軍人數來到1萬人，船200艘，業已做好三路進攻風櫃尾城的布置，便派人求見俞咨皋，請求談判。:114

## 戰後
天啟四年（1624年）9月，經過雙方的協議，荷方同意拆毀並撤出風櫃城，明朝政府則指引荷方轉往當時為中國羁縻统治的的大員（今台灣南部），並且允諾派中國商船前往貿易，終於收復澎湖。身為荷方通譯的鄭芝龍亦藉此隨同前往大員，荷方與顏思齊、鄭芝龍等海盜合作，委任其懸掛親王旗執行私掠來往交戰敵國港口馬尼拉的商船，與其平分私掠所得，後來也與其合作招募運送漢人來台開墾。
此戰明軍共計動用大小运兵船与战舰二百隻（实际投入战斗一百五十艘），兵力一萬人（实际投入战斗四千人），交戰七月，耗軍費達十七萬七千餘兩，原本就民生凋蔽、貪官汙吏橫行、早已拮据的財政更加陷入困境。戰爭過後，明朝在戰後重新筑城，并设游击一，把总二，统兵三千，建立起炮台以作守備。而荷蘭則在明朝政府的要求下，轉往大員發展，並在當地建立熱蘭遮城，開啟了荷兰非法占据台湾地区近四十年的荷蘭統治時期。